# 아킬베크 자파로프

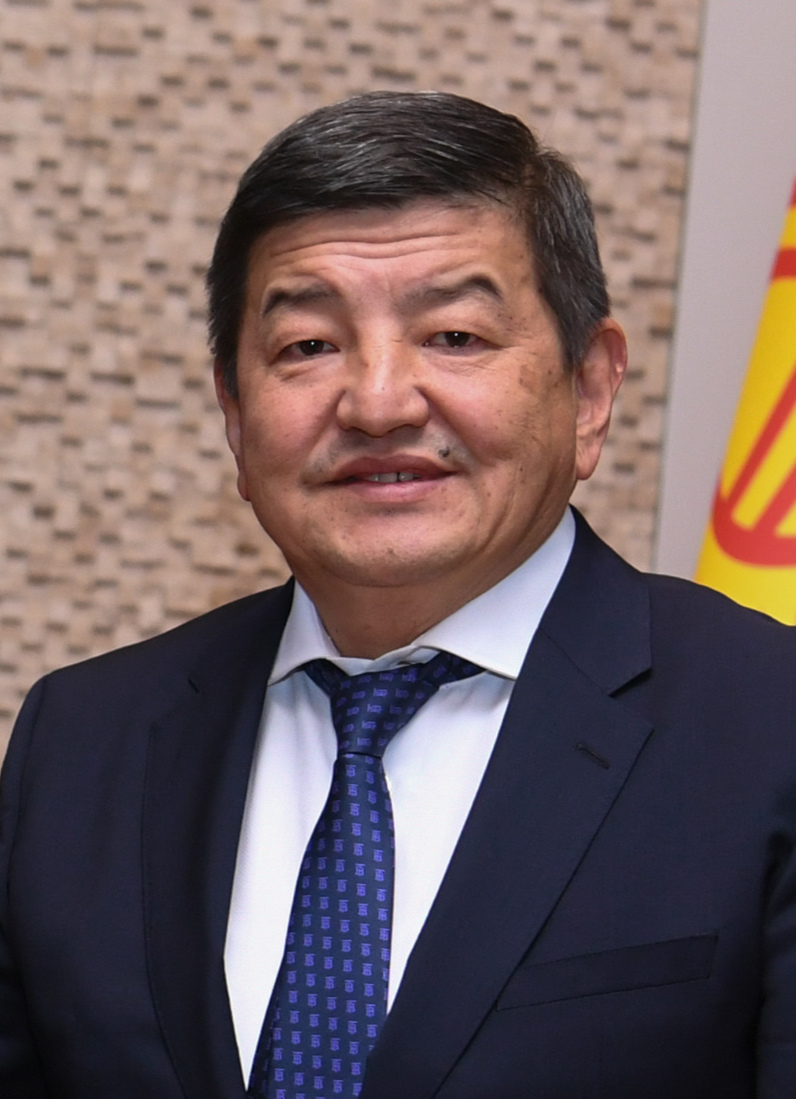
2021년 모습

아킬베크 자파로프(Akylbek Japarov, 본명: Akylbek Üsönbek uulu Japarov, 1965년 9월 14일 ~)는 키르기스스탄의 정치인이다. 2021년 10월 12일부터 2024년 12월 16일까지 키르기스스탄 내각 의장을 재직했다. 2021년 5월 5일 사디르 자파로프(Sadyr Japarov) 대통령에 의해 새로운 역할로 임명된 울루크벡 마리포프(Ulukbek Maripov)를 대신했다. 아킬베크는 동시에 자파로프 대통령 휘하의 대통령 행정부 수장이기도 하다.
경제 및 공학 분야 출신인 자파로프는 튤립 혁명 이후 쿠르만베크 바키예프 휘하에서 2005년 3월 26일부터 2007년 12월 27일까지 경제 및 재무부 장관을 포함하여 이전에 아스카르 아카예프 및 바키예프 정부 하에서 여러 가지 경제적 역할을 수행했다.